# Fleißenbach
Der Fleißenbach (tschechisch Plesná) ist ein linker Nebenfluss der Eger in Deutschland und Tschechien.

## Name
Der Name Fleißenbach stammt vom ahd. *Flīsana ab, was eine -n-Ableitung zum germanischen Wort *flīsō für 'abgespaltenes Stück (Holz oder Stein),
Splitter' darstellt. Die Bedeutung wäre demnach etwa 'der über kleine, dünne Steinstücke, Steinsplitter (Steingeröll) fließende Fluss'.

## Verlauf
Der Röthenbach/Fleißenbach entspringt in Bärendorf im Elstergebirge fließt nordwärts, wo er bei der Loch-Mühle auf tschechisches Gebiet übertritt, nach wenigen hundert Metern oberhalb der Häusergruppe Röthenbach bis zur Unteren Grenzquelle zunächst die tschechisch-deutsche Grenze bildet, jedoch nach Unterquerung der Bahnstrecke Plauen-Eger bereits auf deutschem Gebiet fließt. An der Unteren Grenzquelle im Bad Brambacher Kurpark nimmt er den bei Horní Paseky (Oberreuth) entstehenden Ehrbach (Starý potok) auf, der in seinem Unterlauf bis zur Einmündung in diesem spitz zulaufenden tschechischen Landstreifen die Grenze bildet.
Erst ab der Ortsmitte in Bad Brambach wird der Wasserlauf Fleißenbach genannt. Entlang des weiteren Gewässerlaufes erstrecken sich nunmehr Teile des Kernbereichs von Bad Brambach sowie dessen Ortsteile Feldpöhl und Hammer. Am Ostrand von Hammer, wenige Meter nördlich und unterhalb der Bad Brambacher Kläranlage, tritt der Bach wieder auf tschechisches Gebiet über, wo er zunächst in südöstliche, später in südliche Richtung durch Plesná, Hrzín (Hörsin), Mlýnek, Milhostov, Vackovec (Watzgenreuth) und Hajský Mlýn fließt.
Westlich von Nebanice mündet der Fleißenbach nach 26 km zusammen mit dem Soosbach (Sázek) in die Eger.

## Fotos

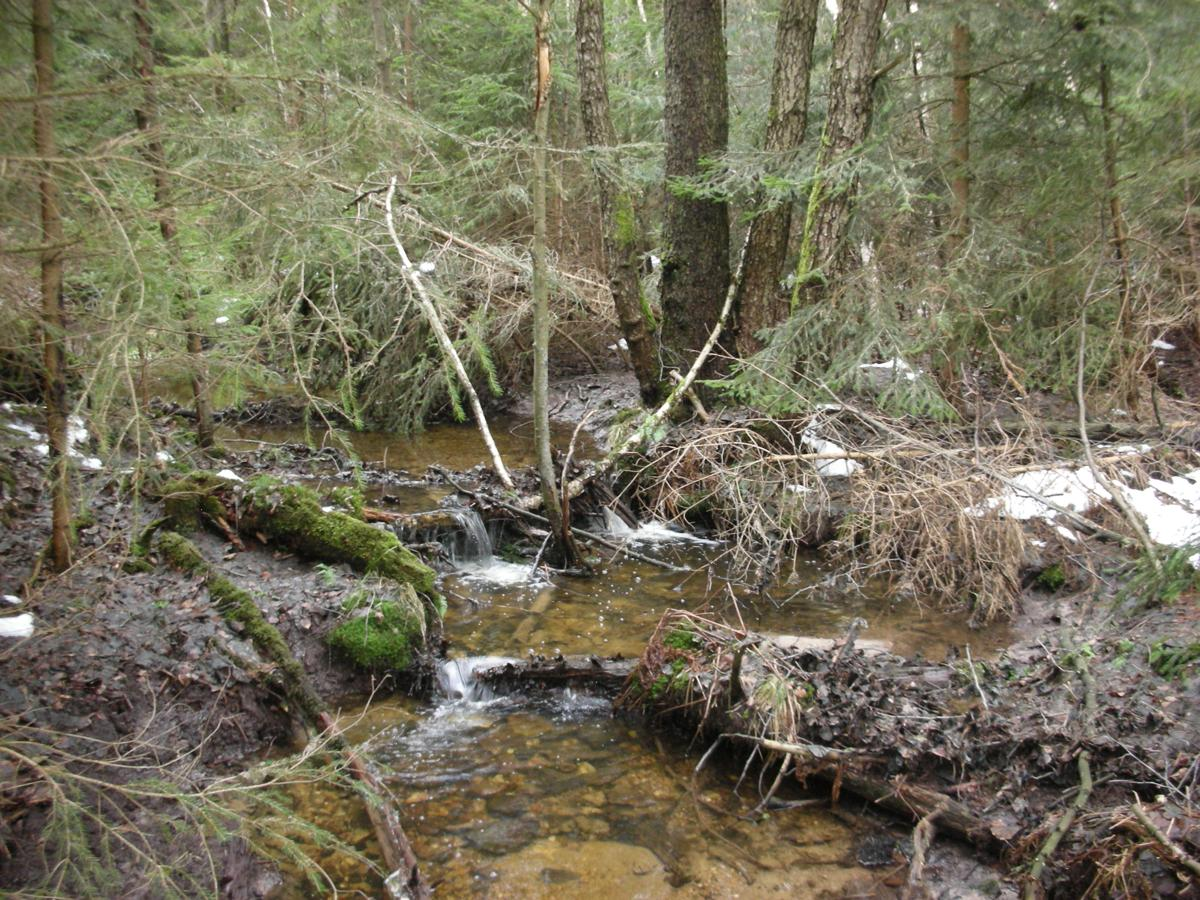
Fleißenbach im Oberlauf
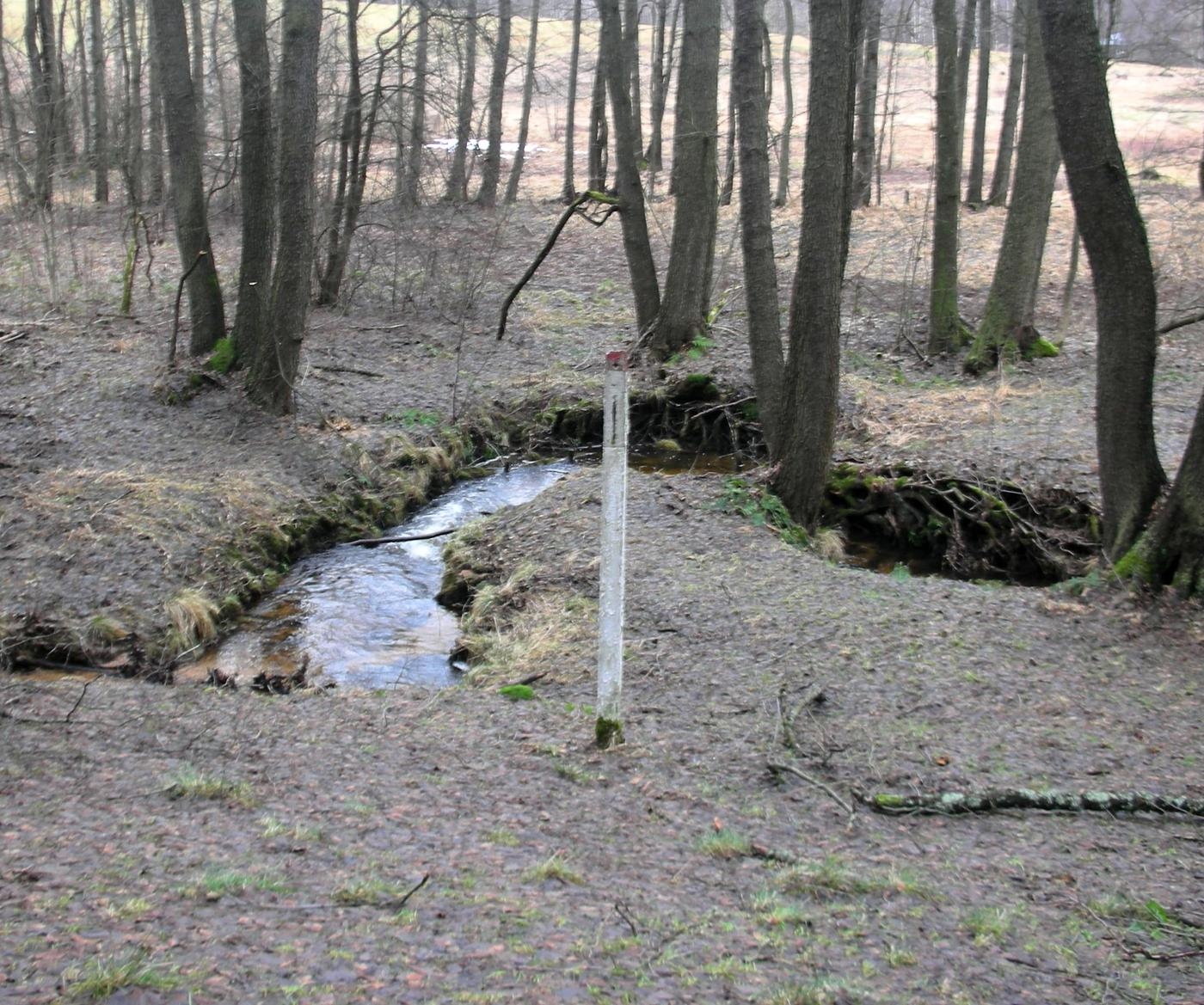
Bachverlauf an der Grenze in Bad Brambach
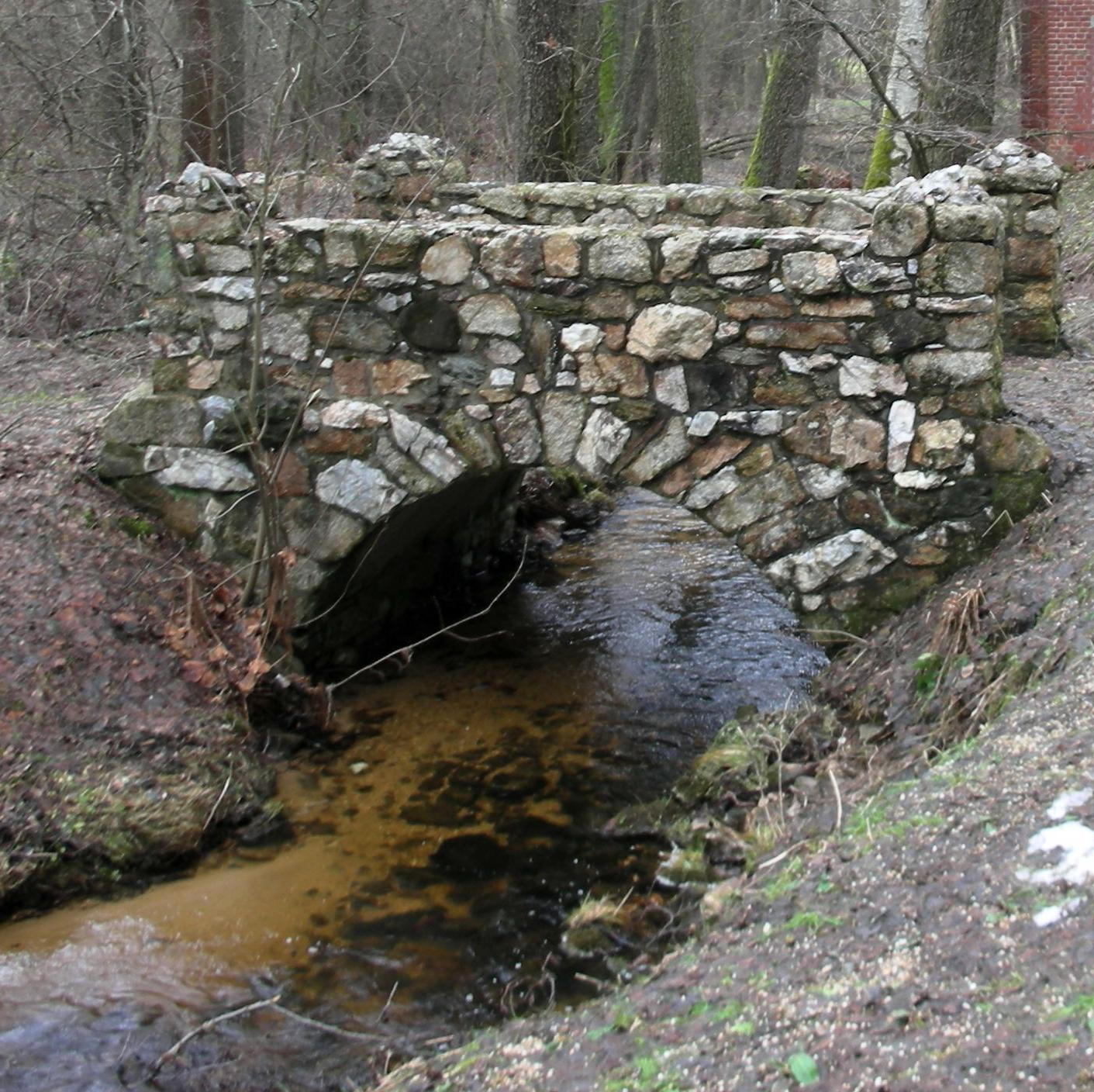
Erste Brücke über den Fleißenbach im Kurpark von Bad Brambach
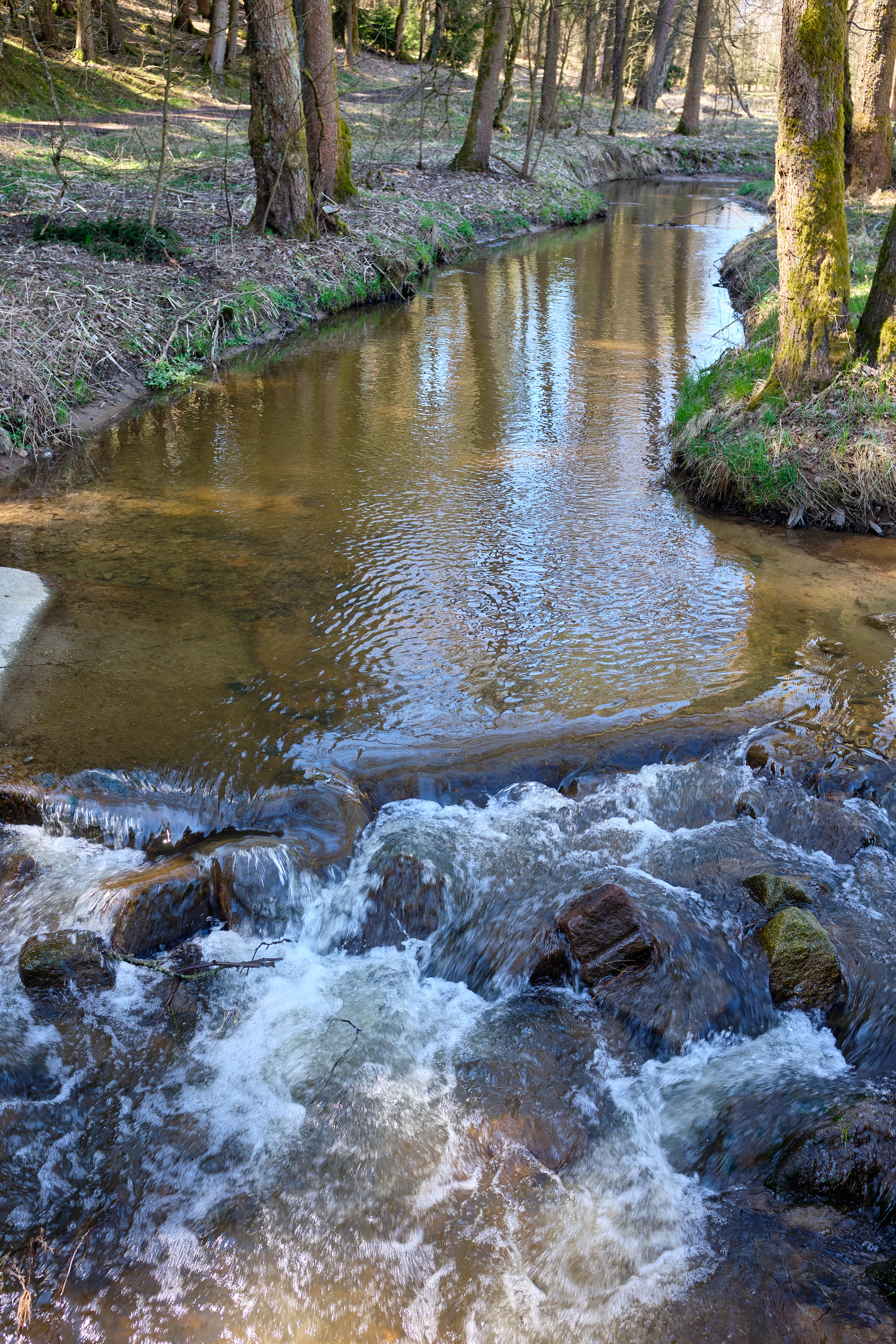
Bachverlauf in Lomnička (Steingrub)

## Besonderheiten
Zwischen Milhostov und Vackovec befindet sich im sumpfigen Bachtal die Mofette Bublák, deren Kohlendioxidausstoß seit 2000 für Messungen zur Ursachenermittlung für die häufigen Schwarmbeben in Westböhmen und im Vogtland genutzt wurde. 
Südlich des Weilers Vackovec quert der Damm einer unvollendeten Reichsautobahntrasse aus den 1940er Jahren das Tal.

## Zuflüsse und Mündungen
- Sorgebach (r), unterhalb der Häusergruppe Röthenbach
- Hohendorfer Bach (r), westlich des Bahnhofs Bad Brambach
- Černý potok/Schwarz-Bach (r) mit seinem Nebengewässer Forstbach, im Ortsteil Hammer
- Saugrundbach (Rokytnik) mit den Zuflüssen Rákosina, Rohrbach und Pstruhový potok (Hennebach) (l), unterhalb Lomnička
- Lubinka (Schönbach) (l), unterhalb Lesná